# Mihail Andrejevič Miloradovič
Grof Mihail Andrejevič Miloradovič (rusko Михаи́л Андре́евич Милора́дович), ruski general srbskega rodu, * 1771, † 1825.
Bil je eden izmed pomembnejših generalov, ki so se borili med Napoleonovo invazijo na Rusijo; posledično je bil njegov portret dodan v Vojaško galerijo Zimskega dvorca.
Leta 1818 je postal generalni guverner Sankt Peterburga; v tem času je bil najvišje odlikovani aktivni častnik ruske carske vojske.

## Življenje
Rodil se je generalu Andreju Stepanoviču Miloradoviču, ki ga je poslal na Univerze v Königsbergu, v Göttingenu, v Strasbourgu in v Metzu, da se je izšolal iz vojaških ved. 
Leta 1787 se je vrnil v Rusijo in se naslednje leto udeležil bojev s Švedi; leta 1796 je bil povišan v stotnika, leta 1797 v polkovnika in leta 1798 še v generalmajorja. 
Leta 1805 je postal poveljnik brigade, katero je vodil v bojih proti Francozom. Med rusko-turško vojno (1806-1812) se je odlikoval kot dinamičen in pogumen poveljnik; leta 1806 je tako osvobodil Bukarešto. Leta 1809 je bil povišan v generala pehote. 
Med veliko patriotsko vojno je bil sprva zadolžen za organiziranje rezevne vojske. Med bitko za Borodino je poveljeval desnemu krilu 1. armade. Med kampanjo v tujini leta 1813-14 se je v bojih tako odlikoval, da je bil povzdignjen v grofa.
Leta 1818 je postal generalni guverner Sankt Peterburga. Po smrti carja Aleksandra I. je bil eden pomembnejših politikov v obdobju medvladja. 14. decembra 1825 je hotel prepričati vojake, ki so se upirali, da se vrnejo v vojašnico, a so ga uporniki ubili.